# 意大利面条路口
意大利面条路口（英語：Spaghetti Junction），是人们对于非常复杂的立交桥的一种戏称。此词起源自英国伯明翰一位报纸编辑对当地格瑞夫里山立交桥的称呼。
今日世界上著名的“意大利面条路口”有：
- 格瑞夫里山立交桥，英国伯明翰
- 汤姆·摩兰德立交桥，美国亚特兰大；
- 高登·格雷德斯立交桥，美国迈阿密；
- 中央公路路口，新西兰奥克兰

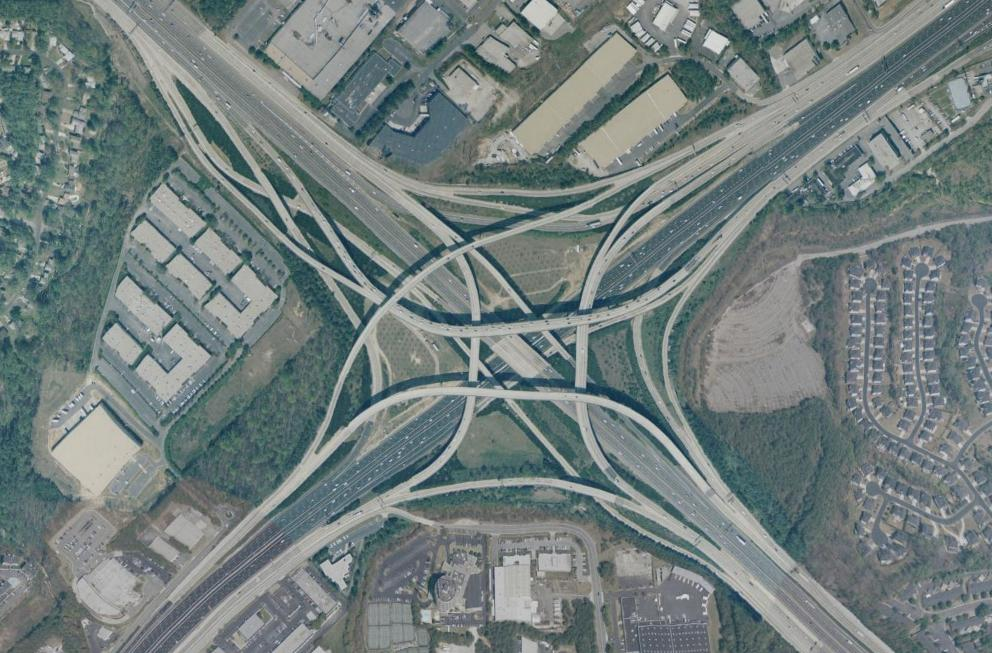
亞特蘭大的意大利面条路口

- 位置明尼阿波利斯市中心的州際公路35號及州際公路94號之間的交差路
- 肯尼迪立交桥，美国路易斯维尔；
- 斯普林维尔立交桥，澳大利亚墨尔本；
- 五股交流道，臺灣新北市；
- 霧峰交流道，臺灣臺中市